# Austria na Zimowych Igrzyskach Olimpijskich 1976
Austrię na Zimowych Igrzyskach Olimpijskich 1976 reprezentowało 77 zawodników.

## Zdobyte medale
| Medal  | Zawodnik                      | Dyscyplina            | Konkurencja                        |
| ------ | ----------------------------- | --------------------- | ---------------------------------- |
| Złoto  | Franz Klammer                 | Narciarstwo alpejskie | zjazd mężczyzn                     |
| Złoto  | Karl Schnabl                  | Skoki narciarskie     | indywidualnie na dużej skoczni     |
| Srebro | Brigitte Totschnig            | Narciarstwo alpejskie | zjazd kobiet                       |
| Srebro | Toni Innauer                  | Skoki narciarskie     | indywidualnie na dużej skoczni     |
| Brąz   | Karl Schnabl                  | Skoki narciarskie     | indywidualnie na normalnej skoczni |
| Brąz   | Rudolf Schmid Franz Schachner | Saneczkarstwo         | dwójka mężczyzn                    |

## Skład kadry

### Biathlon
Mężczyźni
| Zawodnik                                                   | Konkurencja         | czas biegu | Kary  | Łączny czas | Pozycja |
| ---------------------------------------------------------- | ------------------- | ---------- | ----- | ----------- | ------- |
| Alfred Eder                                                | Bieg na 20 km       | 1:14:42,52 | 8:00  | 1:22:42,52  | 21.     |
| Franz-Josef Weber                                          | Bieg na 20 km       | 1:16:14,92 | 10:00 | 1:26:14,92  | 37.     |
| Klaus Farbmacher                                           | Bieg na 20 km       | 1:20:31,07 | 16:00 | 1:36:31,07  | 49.     |
| Franz-Josef Weber Alfred Eder Klaus Farbmacher Josef Hones | Sztafeta 4 × 7,5 km | 2:18:06,78 | 11    | 2:18:06,78  | 15.     |

### Biegi narciarskie
Mężczyźni
| Zawodnik                                                   | Konkurencja        | czas       | Pozycja |
| ---------------------------------------------------------- | ------------------ | ---------- | ------- |
| Herbert Wachter                                            | Bieg na 15 km      | 46:46,39   | 19.     |
| Rudolf Horn                                                | Bieg na 15 km      | 48:10,52   | 42.     |
| Werner Vogel                                               | Bieg na 15 km      | 48:17,47   | 43.     |
| Josef Vogel                                                | Bieg na 15 km      | 48:42,32   | 48.     |
| Herbert Wachter                                            | Bieg na 30 km      | 1:36:28,48 | 32.     |
| Reinhold Feichter                                          | Bieg na 30 km      | 1:37:43,73 | 39.     |
| Werner Vogel                                               | Bieg na 30 km      | 1:40:16,10 | 51.     |
| Franz Gattermann                                           | Bieg na 30 km      | 1:43:04,88 | 58.     |
| Herbert Wachter                                            | Bieg na 50 km      | 2:46:40,25 | 24.     |
| Werner Vogel                                               | Bieg na 50 km      | 2:47:05,63 | 26.     |
| Reinhold Feichter                                          | Bieg na 50 km      | 2:50:53,00 | 35.     |
| Heinrich Wallner                                           | Bieg na 50 km      | 3:03:58,19 | 43.     |
| Rudolf Horn Reinhold Feichter Werner Vogel Herbert Wachter | Sztafeta 4 × 10 km | 2:12:22,80 | 8.      |

Kobiety
| Zawodnik          | Konkurencja   | czas     | Pozycja |
| ----------------- | ------------- | -------- | ------- |
| Barbara Stöckl    | Bieg na 5 km  | 18:49,16 | 38.     |
| Gertrud Gasteiger | Bieg na 5 km  | 20:14,94 | 41.     |
| Sylvia Schweiger  | Bieg na 5 km  | 20:17,43 | 42.     |
| Barbara Stöckl    | Bieg na 10 km | 35:28,99 | 40.     |
| Sylvia Schweiger  | Bieg na 10 km | 36:32,93 | 41.     |
| Gertrud Gasteiger | Bieg na 10 km | 37:36,77 | 44.     |

### Bobsleje
Mężczyźni
| Osada  | Zawodnik                                                        | Konkurencja | Ślizg 1 | Ślizg 2 | Ślizg 3 | Ślizg 4 | Łącznie | Pozycja |
| ------ | --------------------------------------------------------------- | ----------- | ------- | ------- | ------- | ------- | ------- | ------- |
| AUT-II | Fritz Sperling Andreas Schwab                                   | Dwójki      | 56,06   | 56,19   | 56,73   | 56,76   | 3:45,74 | 4.      |
| AUT-I  | Dieter Delle Karth Franz Köfel                                  | Dwójki      | 56,52   | 56,76   | 56,47   | 56,62   | 3:46,37 | 6.      |
| AUT-II | Werner Delle Karth Andreas Schwab Otto Breg Franz Köfel         | Czwórki     | 54,66   | 55,80   | 56,10   | 56,65   | 3:43,21 | 6.      |
| AUT-I  | Fritz Sperling Kurt Oberhöller Gerd Zaunschirm Dieter Gehmacher | Czwórki     | 55,51   | 55,62   | 56,05   | 56,61   | 3:43,79 | 7.      |

### Hokej na lodzie
Reprezentacja mężczyzn
| - Daniel Gritsch - Franz Schilcher - Walter Schneider - Gerhard Hausner - Johann Schuller - Michael Herzog - Günter Oberhuber - Othmar Russ - Max Moser |  | - Rudolf König - Sepp Puschnig - Franz Voves - Josef Schwitzer - Peter Zini - Sepp Kriechbaum - Alexander Sadjina - Herbert Pöck - Herbert Mörtl |

Reprezentacja Austrii w rundzie kwalifikacyjnej uległa drużynie Związku Radzieckiego 3:16 i tym samym wzięła udział w rozgrywkach grupy B turnieju olimpijskiego, w której zajęła 2. miejsce. Ostatecznie reprezentacja Austrii została sklasyfikowana na 8. miejscu.

#### Runda kwalifikacyjna
| 4 lutego 1976 | ZSRR | 16:3 | Austria |  |

|  |  |  |  |  |

### Grupa B
| Drużyna    | M | Mecze | Mecze | Mecze | Bramki | Bramki | Bramki | Pkt |
| Drużyna    | M | W     | R     | P     | +      | -      | +/-    | Pkt |
| ---------- | - | ----- | ----- | ----- | ------ | ------ | ------ | --- |
| Rumunia    | 5 | 4     | 0     | 1     | 23     | 15     | +8     | 8   |
| Austria    | 5 | 3     | 0     | 2     | 18     | 14     | +4     | 6   |
| Japonia    | 5 | 3     | 0     | 2     | 20     | 18     | +2     | 6   |
| Jugosławia | 5 | 3     | 0     | 2     | 22     | 19     | +3     | 6   |
| Szwajcaria | 5 | 2     | 0     | 3     | 24     | 22     | +2     | 4   |
| Bułgaria   | 5 | 0     | 0     | 5     | 19     | 38     | -19    | 0   |

Wyniki
| 5 lutego 1976 | Austria | 6:1 | Bułgaria |  |

|  |  |  |  |  |

| 7 lutego 1976 | Austria | 3:2 | Japonia |  |

|  |  |  |  |  |

| 9 lutego 1976 | Rumunia | 4:3 | Austria |  |

|  |  |  |  |  |

| 11 lutego 1976 | Szwajcaria | 5:4 | Austria |  |

|  |  |  |  |  |

| 13 lutego 1976 | Austria | 3:1 | Jugosławia |  |

|  |  |  |  |  |

### Kombinacja norweska
Mężczyźni
| Zawodnik   | Konkurencja   | Bieg narciarski | Bieg narciarski | Bieg narciarski | Skoki narciarskie | Skoki narciarskie | Skoki narciarskie | Skoki narciarskie | Skoki narciarskie | Skoki narciarskie | Skoki narciarskie | Skoki narciarskie | Łącznie | Pozycja |
| Zawodnik   | Konkurencja   | Czas biegu      | Pozycja         | Punkty          | Skok 1            | Nota              | Skok 2            | Nota              | Skok 3            | Nota              | Punkty            | Pozycja           | Łącznie | Pozycja |
| ---------- | ------------- | --------------- | --------------- | --------------- | ----------------- | ----------------- | ----------------- | ----------------- | ----------------- | ----------------- | ----------------- | ----------------- | ------- | ------- |
| Fritz Koch | Indywidualnie | 53:04,73        | 28.             | 174,52          | 69,0              | 93,2              | 72,0              | 95,2              | 72,0              | 93,9              | 189,1             | 22.               | 363,62  | 26.     |

### Łyżwiarstwo figurowe
| Zawodnik                           | Konkurencja     | Nota                      | Pozycja                   |
| ---------------------------------- | --------------- | ------------------------- | ------------------------- |
| Claudia Kristofics-Binder          | Solistki        | 162,88                    | 16.                       |
| Ronald Koppelent                   | Soliści         | Nie ukończył konkurencji  | Nie ukończył konkurencji  |
| Ursula Nemec Michael Nemec         | Pary sportowe   | 121,30                    | 10.                       |
| Susi Handschmann Peter Handschmann | Tańce na lodzie | Nie ukończyli konkurencji | Nie ukończyli konkurencji |

### Łyżwiarstwo szybkie
Mężczyźni
| Zawodnik          | Konkurencja   | Konkurencja   | Konkurencja    | Konkurencja    | Konkurencja    | Konkurencja    | Konkurencja    | Konkurencja    | Konkurencja      | Konkurencja      |
| Zawodnik          | Bieg na 500 m | Bieg na 500 m | Bieg na 1000 m | Bieg na 1000 m | Bieg na 1500 m | Bieg na 1500 m | Bieg na 5000 m | Bieg na 5000 m | Bieg na 10 000 m | Bieg na 10 000 m |
| Zawodnik          | Czas          | Miejsce       | Czas           | Miejsce        | Czas           | Miejsce        | Czas           | Miejsce        |                  |                  |
| ----------------- | ------------- | ------------- | -------------- | -------------- | -------------- | -------------- | -------------- | -------------- | ---------------- | ---------------- |
| Berend Schabus    | 42,33         | 26.           | 1:26,50        | 25.            | 2:15,41        | 29.            |                |                |                  |                  |
| Heinz Steinberger | 43,28         | 27.           |                |                |                |                |                |                |                  |                  |
| Ludwig Kronfuß    |               |               |                |                | 2:11,17        | 26.            | 8:19,72        | 27.            |                  |                  |
| Hubert Gundolf    |               |               |                |                |                |                | 8:29,34        | 29.            | 17:52,43         | 20.              |

### Narciarstwo alpejskie
Mężczyźni
| Zawodnik          | Konkurencja              | Konkurencja              | Konkurencja               | Konkurencja               | Konkurencja               | Konkurencja               | Konkurencja              | Konkurencja              | Konkurencja              | Konkurencja              |
| Zawodnik          | Zjazd                    | Zjazd                    | Slalom gigant             | Slalom gigant             | Slalom gigant             | Slalom gigant             | Slalom specjalny         | Slalom specjalny         | Slalom specjalny         | Slalom specjalny         |
| Zawodnik          | Czas                     | Pozycja                  | Czas 1. przejazdu         | Czas 2. przejazdu         | Czas łączny               | Pozycje                   | Czas 1. przejazdu        | Czas 2. przejazdu        | Czas łączny              | Pozycja                  |
| ----------------- | ------------------------ | ------------------------ | ------------------------- | ------------------------- | ------------------------- | ------------------------- | ------------------------ | ------------------------ | ------------------------ | ------------------------ |
| Franz Klammer     | 1:45,73                  | złoto                    | Nie ukończył 1. przejazdu | Nie ukończył 1. przejazdu | Nie ukończył 1. przejazdu | Nie ukończył 1. przejazdu |                          |                          |                          |                          |
| Sepp Walcher      | 1:47,45                  | 9.                       |                           |                           |                           |                           |                          |                          |                          |                          |
| Klaus Eberhard    | 1:48,45                  | 19.                      |                           |                           |                           |                           |                          |                          |                          |                          |
| Anton Steiner     | Nie ukończył konkurencji | Nie ukończył konkurencji |                           |                           |                           |                           | 1:06,02                  | 1:08,88                  | 2:14,90                  | 22.                      |
| Hans Hinterseer   |                          |                          | 1:46,46                   | 1:47,34                   | 3:33,80                   | 14.                       | Nie ukończył 1.przejazdu | Nie ukończył 1.przejazdu | Nie ukończył 1.przejazdu | Nie ukończył 1.przejazdu |
| Alois Morgenstern |                          |                          | 1:48,33                   | Nie ukończył 2. przejazdu | Nie ukończył 2. przejazdu | Nie ukończył 2. przejazdu | 1:01,61                  | 1:05,57                  | 2:07,18                  | 7.                       |
| Thomas Hauser     |                          |                          | Nie ukończył 1. przejazdu | Nie ukończył 1. przejazdu | Nie ukończył 1. przejazdu | Nie ukończył 1. przejazdu |                          |                          |                          |                          |

Kobiety
| Zawodniczka        | Konkurencja | Konkurencja | Konkurencja   | Konkurencja   | Konkurencja                | Konkurencja                | Konkurencja                | Konkurencja                |
| Zawodniczka        | Zjazd       | Zjazd       | Slalom gigant | Slalom gigant | Slalom specjalny           | Slalom specjalny           | Slalom specjalny           | Slalom specjalny           |
| Zawodniczka        | Czas        | Pozycja     | Czas          | Pozycja       | Czas 1. przejazdu          | Czas 2. przejazdu          | Czas łączny                | Pozycja                    |
| ------------------ | ----------- | ----------- | ------------- | ------------- | -------------------------- | -------------------------- | -------------------------- | -------------------------- |
| Brigitte Totschnig | 1:46,68     | srebro      | 1:31,48       | 16.           | 49,17                      | Nie ukończyła 2. przejazdu | Nie ukończyła 2. przejazdu | Nie ukończyła 2. przejazdu |
| Monika Kaserer     | 1:48,81     | 9.          | 1:30,49       | 6.            | Nie ukończyła 1. przejazdu | Nie ukończyła 1. przejazdu | Nie ukończyła 1. przejazdu | Nie ukończyła 1. przejazdu |
| Nicola Spieß       | 1:47,71     | 4.          |               |               | Nie ukończyła 1. przejazdu | Nie ukończyła 1. przejazdu | Nie ukończyła 1. przejazdu | Nie ukończyła 1. przejazdu |
| Irmgard Lukasser   | 1:49,18     | 12.         | 1:35,38       | 29.           |                            |                            |                            |                            |
| Regina Sackl       |             |             | 1:31,78       | 19.           | Nie ukończyła 1.przejazdu  | Nie ukończyła 1.przejazdu  | Nie ukończyła 1.przejazdu  | Nie ukończyła 1.przejazdu  |

### Saneczkarstwo
Mężczyźni
| Zawodnik                           | Konkurencja | Ślizg 1 | Ślizg 2 | Ślizg 3 | Ślizg 4 | Łącznie  | Pozycja |
| ---------------------------------- | ----------- | ------- | ------- | ------- | ------- | -------- | ------- |
| Manfred Schmid                     | Jedynki     | 52,973  | 52,073  | 52,113  | 52,352  | 3:29,511 | 5.      |
| Reinhold Sulzbacher                | Jedynki     | 53,137  | 52,491  | 52,204  | 52,566  | 3:30,398 | 7.      |
| Rudolf Schmid                      | Jedynki     | 52,933  | 53,806  | 52,361  | 52,319  | 3:31,419 | 9.      |
| Rudolf Schmid Franz Schachner      | Dwójki      | 42,997  | 42,922  |         |         | 1:25,919 | brąz    |
| Manfred Schmid Reinhold Sulzbacher | Dwójki      | 43,035  | 43,389  |         |         | 1:26,424 | 5.      |

Kobiety
| Zawodnik            | Konkurencja | Ślizg 1 | Ślizg 2 | Ślizg 3 | Ślizg 4 | Łącznie  | Pozycja |
| ------------------- | ----------- | ------- | ------- | ------- | ------- | -------- | ------- |
| Antonia Mayr        | Jedynki     | 42,949  | 42,812  | 42,633  | 42,966  | 2:51,360 | 5.      |
| Margit Graf         | Jedynki     | 43,094  | 42,790  | 42,555  | 43,020  | 2:51,459 | 6.      |
| Angelika Schafferer | Jedynki     | 43,444  | 43,007  | 42,793  | 43,078  | 2:52,322 | 8.      |

### Skoki narciarskie
Mężczyźni
| Konkurencja            | Skoczek          | Skok 1    | Skok 1 | Skok 2    | Skok 2 | Nota  | Pozycja |
| Konkurencja            | Skoczek          | odległość | Nota   | odległość | Nota   | Nota  | Pozycja |
| ---------------------- | ---------------- | --------- | ------ | --------- | ------ | ----- | ------- |
| Skocznia normalna K-84 | Karl Schnabl     | 82,5      | 121,8  | 81,5      | 120,2  | 242,0 | brąz    |
| Skocznia normalna K-84 | Reinhold Bachler | 80,5      | 118,1  | 80,5      | 119,1  | 237,2 | 6.      |
| Skocznia normalna K-84 | Rudi Wanner      | 79,5      | 116,5  | 79,5      | 117,0  | 233,5 | 7.      |
| Skocznia normalna K-84 | Toni Innauer     | 80,5      | 115,6  | 81,0      | 117,9  | 233,5 | 7.      |
| Skocznia duża K-104    | Karl Schnabl     | 97,5      | 117,5  | 97,5      | 177,3  | 234,8 | złoto   |
| Skocznia duża K-104    | Toni Innauer     | 102,5     | 126,5  | 91,0      | 106,4  | 232,9 | srebro  |
| Skocznia duża K-104    | Reinhold Bachler | 95,0      | 111,5  | 91,0      | 105,9  | 217,4 | 5.      |
| Skocznia duża K-104    | Hans Wallner     | 93,5      | 109,4  | 92,5      | 107,5  | 216,9 | 6.      |